# ネバーエンディング・ストーリー 第2章
『ネバーエンディング・ストーリー 第2章』（ネバーエンディング・ストーリー だい2しょう、The NeverEnding Story II: The Next Chapter）は、1990年のドイツ・アメリカ合衆国のファンタジー映画。ジョージ・T・ミラーが監督を務め、ジョナサン・ブランディス、ケニー・モリソン、アレクサンドラ・ジョネスが出演している。『ネバーエンディング・ストーリーシリーズ』の2作目であり、原作小説『はてしない物語』の後半部分をメインとしつつ、新規エピソードも描写されている。

## キャスト
| 役名               | 俳優                       | 日本語吹き替え                                                                     | 日本語吹き替え                                           |
| 役名               | 俳優                       | ソフト版                                                                           | テレビ朝日版                                             |
| ------------------ | -------------------------- | ---------------------------------------------------------------------------------- | -------------------------------------------------------- |
| バスチアン         | ジョナサン・ブランディス   | 浪川大輔                                                                           | 佐々木優子                                               |
| アトレーユ         | ケニー・モリソン           | 高山みなみ                                                                         | 高山みなみ                                               |
| ザイーデ           | クラリッサ・バート         | 弥永和子                                                                           | 小山茉美                                                 |
| ファルコン         | ドナルド・アーサー         | 石田太郎                                                                           | 黒沢良                                                   |
| ロック・バイター   | コリン・グライダー         | 飯塚昭三                                                                           | 大平透                                                   |
| ニンブリー         | マルティン・ウンバッハ     | 富山敬                                                                             | 田の中勇                                                 |
| コリアンダー       | トーマス・ヒル             | 阪脩                                                                               | 藤本譲                                                   |
| バーニー・ブックス | ジョン・ウェズリー・シップ | 谷口節                                                                             | 江原正士                                                 |
| バスチアンの母     | ヘレナ・ミシェル           |                                                                                    |                                                          |
| 幼心の君           | アレクサンドラ・ジョネス   | 伊藤美紀                                                                           | 玉川紗己子                                               |
| その他             |                            | 篠原恵美 川田妙子 森川智之 梁田清之 江原正士 荒川太郎 星野充昭 井上喜久子 松岡洋子 | 叶木翔子 牛山茂 幹本雄之 島香裕 中沢みどり 高乃麗 松本大 |
|                    |                            |                                                                                    |                                                          |
| プロデューサー     |                            | 小川政弘                                                                           |                                                          |
| 演出               |                            | 岩浪美和                                                                           | 福永莞爾                                                 |
| 翻訳               |                            | プロセンスタジオ                                                                   | 山田小枝子                                               |
| 効果               |                            |                                                                                    | リレーション                                             |
| 調整               |                            | 金谷和美 山下裕康                                                                  | 荒井孝                                                   |
| 制作               |                            | ワーナー・ホーム・ビデオ プロセンスタジオ                                          | 東北新社                                                 |
| 初回放送           |                            | 1991年6月7日 日本語吹替版VHS                                                       | 1994年12月18日 『日曜洋画劇場』                          |

## 製作
プロデューサーのディーター・ガイスラーはミヒャエル・エンデの『はてしない物語』について「映画1本で終わらせるには、内容が豊富過ぎる」として、当初から三部作にする構想を抱いていた。しかし、前作『ネバーエンディング・ストーリー』の内容に不満を抱いたエンデが、ガイスラーと製作会社に対して2作目以降の映画化への発言権を求める訴訟を起こしたため製作は延期された。ガイスラーは法的な問題が解決すると同時にコンセプチュアル・アーティストのルートヴィヒ・アンゲラーと共に1年間のプリプロダクションを行った。これは低予算でフィルム・デザインと技術的問題を解決するためであり、同時に前作で直面したエフェクトの問題を解決するためでもあった。脚本家にはカリン・ハワードが起用され、原作の後半部分のエピソードの大半からインスピレーションを得て執筆された。ハワードは最終的な脚本が完成するまでに14本の脚本をスタジオに提出している。
ガイスラーはエフェクトを多用する作品の製作について、「プリプロダクションの初期段階から参加すると燃え尽きてしまう。私は監督がフレッシュな状態で製作に参加し、確立された構造の上からアイディアを出せるようにすることを望んでいたのです」と語っており、プリプロダクション完了後に監督を起用することに決めた。その後、前作のファンだったジョージ・T・ミラーが監督に起用された。キャスティングについては前作の主要キャストは成長して年齢的に同じ役柄で出演することは難しかったため、600人以上の子供を対象にオーディションを行った。前作ではブルースクリーンとスケールモデルのクリーチャーを使用したが、本作では実物大の模型とマットペイントを使用している。主要撮影はミュンヘン近郊のバイエルン・フィルムで1990年初頭に行われた。当初の予定では3つのステージを作り、第1班と第2班の撮影を第1ステージと第2ステージで行い、エフェクト作業を第3ステージで行うことになっていた。しかし、スタジオは直前になってステージ建設を中止したため、第1班と第2班の撮影はバイエルン・フィルムの第7ステージで同時撮影することになった。撮影では労働規則の関係から子役のスケジュールが制限されていたため、ミラーは撮影前のリハーサルを1回のみとし、全てのシーンを3台のカメラで撮影することで撮影を円滑に行うようにした。これはミラーが撮影スケジュールの遅延を回避するための処置だったが、予定よりも撮影が早く終了したため、エフェクトチームが後のシーンで必要になるエフェクト作業を終えていないという事態に陥った。

## 評価
Rotten Tomatoesには7件の批評が寄せられ支持率14%、平均評価3.7/10となっている。ワシントン・ポストのリチャード・ハリントンは「前作と異なり、2作目には特別と呼べるような効果はほとんど見られず、映画内のイベントも平坦なまま進行していく。シルバー・シティは「Diet Oz」のようであり、魔女の城は実存よりも仄めかす程度になっており、いくつかの新クリーチャーは深夜のコメディ・スケッチに出てくるようだ」と批評している。クリス・ヒックスはデザレット・ニュースに寄稿し、前作は家族全員で楽しめたのに対し、本作は子供が楽しめる内容になっていると批評した。
アメリカでは1737万3527ドルの興行収入を記録した。ドイツではアメリカ以上の成功を収め、観客動員数は323万1527人（年間観客動員数第7位）となり、『Werner – Beinhart!』と並び1990年にドイツ国内で成功を収めたドイツ映画の一つとなった。